# 암전류
물리학 및 전자 공학에서 암전류는 광자가 장치에 들어 가지 않는 경우에도 광전관 튜브, 광 다이오드 또는 전하 결합 장치와 같은 감광 장치를 통해 흐르는 상대적으로 작은 전류를 말한다. 외부 방사가 탐지기에 들어 가지 않을 때 탐지기에서 생성 된 전하로 발생한다.  비 광학 장치에서는 역 바이어스 누설 전류 라고하며 모든 다이오드에 존재합니다.  물리적으로 암전류는 소자의 공핍 영역 내에서 전자와 정공(hole)이 무작위로 생성되기 때문이다.
전하 생성율은 공핍 영역 내의 특정한 결정학적 결함과 관련되어 있다.  어두운 전류 히스토그램의 온도 변화에 따른 피크를 모니터링하여 존재하는 결함을 결정하기 위해 암전류 분광법을 사용할 수 있다.
암전류는 전하 결합 소자와 같은 이미지 센서의 잡음의 주요 원인 중 하나이다.  암전류의 상이한 패턴은 고정 패턴 노이즈를 유발할 수 있다. 다크 프레임 감산 은 평균 고정 패턴의 추정치를 제거할 수 있지만 암전류 자체에 샷 노이즈가 있기 때문에 일시적인 노이즈가 여전히 남게 된다.